# Tílide

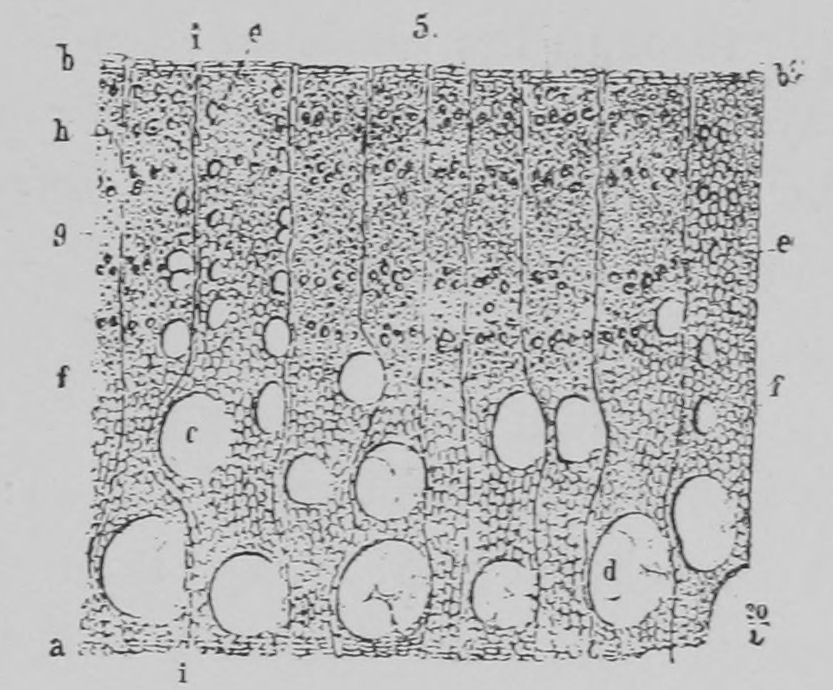
Un pequeño trozo de un anillo anual de madera de roble viejo (ampliado a veinte diámetros): a, límite de la madera de otoño del anillo precedente (más antiguo); b, el comprendido entre la zona mostrada y el siguiente anillo más joven. En el anillo anual mostrado, la madera de primavera comienza con vasos grandes, c y d, algunos con tílides, d, en ellos, y pasa gradualmente a madera de otoño, con vasos más pequeños, e, e, y más traqueidas y fibras, g. Sólo se muestran pequeños radios medulares.

En Botánica, una tílide es una estructura que frecuentemente obstruye la cavidad de los elementos conductores del xilema. Son células parenquimáticas invaginadas dentro del elemento del vaso.
Las tílides se originan en el xilema como una excrecencia de una célula del parénquima adyacente a un elemento de vaso y a través de la cavidad de una punteadura hacia el lumen del vaso o tráquea por degradación enzimática de la pared primaria en la puntuación. La irrupción de esta célula dentro del vaso bloquea total o parcialmente el flujo de savia a través del elemento de vaso.
En muchas especies de dicotiledóneas, cuando los vasos se vuelven inactivos, son invadidos por las células parenquimáticas axiales o radiales próximas a ellos y forman tílides. En las células parenquimáticas que formarán tílides, en la pared de contacto con el vaso, se forma por dentro una pared adicional o capa protectora que tiene una estructura fibrilar laxa y consiste de polisacáridos y pectinas.  El núcleo y el citoplasma de la célula del parénquima comúnmente emigran a la tílide; ésta puede almacenar sustancias ergásticas y puede desarrollar paredes secundarias o diferenciarse en esclereidas.
Las tílides bloquean los vasos del duramen, si bien también se pueden formar en la albura como respuesta a heridas o enfermedades infecciosas. Su presencia es un elemento diagnóstico para el reconocimiento y la identificación de maderas. El fenómeno de formación generalizada de tílides se conoce como «tilosis».